# Sheila Sherwood
Sheila Hilary Parkin-Sherwood, angleška atletinja, * 22. oktober 1945, Sheffield, Yorkshire, Anglija, Združeno kraljestvo.
Nastopila je na poletnih olimpijskih igrah v letih 1964, 1968 in 1972, leta 1968 je osvojila srebrno medaljo v skoku v daljino, ob tem pa še deveto in trinajsto mesto. Na igrah Skupnosti narodov je leta 1970 osvojila zlato medaljo.